# Edmir Adilovic
Edmir Edo Adilovic (* 23. August 1986 in Spittal an der Drau) ist ein ehemaliger österreichischer Fußballspieler.

## Karriere
Adilovic begann seine Karriere beim SV Seeboden. Zur Saison 1996/97 wechselte er zum SV Spittal/Drau. Zur Saison 2001/02 kam er in die Akademie des FK Austria Wien, ehe er bereits im August 2001 weiter in die Akademie des FC Kärnten wechselte. Ab der Saison 2003/04 spielte er zudem für die Amateure der Kärntner. Im Mai 2006 debütierte er für die Profis des FCK in der zweiten Liga, als er am 35. Spieltag der Saison 2005/06 gegen den FC Kufstein in der 67. Minute für Marc Sand eingewechselt wurde. Dies blieb sein einziger Saisoneinsatz. In der Saison 2006/07 kam er zu sieben weiteren Zweitligaeinsätzen.
Zur Saison 2007/08 wechselte Adilovic zum Regionalligisten SAK Klagenfurt. In zwei Spielzeiten beim SAK kam er zu 51 Einsätzen in der Regionalliga, in denen er zehn Tore erzielte. Zur Saison 2009/10 wechselte er zum Zweitligisten FC Lustenau 07. Für die Lustenauer kam er in jener Saison zu 26 Einsätzen in der zweithöchsten Spielklasse und erzielte dabei vier Tore.
Nach der Saison 2009/10 verließ er die Vorarlberger wieder. Nach mehreren Monaten ohne Verein schloss Adilovic sich im Oktober 2010 dem Ligakonkurrenten TSV Hartberg an. Bei Hartberg kam er in vier Spielzeiten zu 79 Zweitligaeinsätzen, in denen er sieben Tore erzielte. Nach der Saison 2013/14 beendete er im Alter von 27 Jahren seine Karriere.